# ISO 3166-2:SD
Kódy ISO 3166-2 pro Súdán identifikují 18 států (stav v listopadu 2015). První část (SD) je mezinárodní kód pro Súdán, druhá část sestává ze dvou písmen identifikujících stát.

## Seznam kódů
- SD-NB Modrý Nil (stát)
- SD-DC Centrální Dárfúr
- SD-DE Východní Dárfúr
- SD-GD Gedarif
- SD-GK Západní Kordofán
- SD-GZ Gezira
- SD-KA Kassala (stát)
- SD-KH Chartúm (stát)
- SD-DN Severní Dárfúr
- SD-NO Severní stát
- SD-KN Severní Kordofán
- SD-RS Rudé moře (stát)
- SD-NR Řeka Nil
- SD-SI Sennar (stát)
- SD-DS Jižní Dárfúr
- SD-KS Jižní Kordofán
- SD-DW Západní Dárfúr
- SD-NW Bílý Nil (stát)